# 2002-es Tour de France
A 2002-es Tour de France volt a 89. francia körverseny. 2002. július 6-a és július 28-a között rendezték. 20 szakaszt tartalmazott, a versenytáv 3282 km volt. Luxemburgból indult, az útvonal az óramutatóval ellentétes irányban vezetett Párizsba. A megszokottnál rövidebbek voltak az egyes szakaszok, ezzel akarta a rendezőség csökkenteni a doppingolást. 185 kerékpáros indult, és 153-an végig is mentek a célig. A Mapei-Quick Step csapatban Bodrogi László magyar kerekes is résztvevő volt (összetettben 62. lett 1:50,05 óra hátránnyal). A verseny nagy esélyese Lance Armstrong volt, mivel Jan Ullrich sérülés miatt nem indult. A fordított útvonal miatt a Pireneusi hegyek után következett az Alpok. A negyediktől a tizedik szakaszig Igor González viselte a sárga trikót, a Pireneusokban azután Armstrong szakaszgyőzelemmel átvette a vezetést, és biztosan megtartotta a verseny végéig. 1999-óta minden évben megnyerte a versenyt, ez volt a negyedik győzelme.

## Szakaszok
| Szakasz    | Időpont              | Végpontok                          | Jellege         | Hossz (km) | Szakaszgyőztes     | Összetett első     |
| ---------- | -------------------- | ---------------------------------- | --------------- | ---------- | ------------------ | ------------------ |
| P          | július 6. szombat    | Luxembourg                         | egyéni időfutam | 7 km       | Lance Armstrong    | Lance Armstrong    |
| 1          | július 7. vasárnap   | Luxembourg - Luxembourg            | sík szakasz     | 192.5 km   | Rubens Bertogliati | Rubens Bertogliati |
| 2          | július 8. hétfő      | Luxembourg - Saarbrücken           | sík szakasz     | 181 km     | Oscar Freire       | Rubens Bertogliati |
| 3          | július 9. kedd       | Metz - Reims                       | sík szakasz     | 174.5 km   | Robbie McEwan      | Erik Zabel         |
| 4          | július 10. szerda    | Épernay - Château-Thierry          | csapat időfutam | 67.5 km    | ONCE-Eroski        | Igor González      |
| 5          | július 11. csütörtök | Soissons - Rouen                   | sík szakasz     | 195 km     | Jaan Kirsipuu      | Igor González      |
| 6          | július 12. péntek    | Fourges-les-Eaux - Alençon         | sík szakasz     | 199.5 km   | Erik Zabel         | Igor González      |
| 7          | július 13. szombat   | Bagnoles-de-l'Orne - Avranches     | sík szakasz     | 176 km     | Bradley McGee      | Igor González      |
| 8          | július 14. vasárnap  | Saint-Martin-de-Landelles - Plouay | sík szakasz     | 217.5 km   | Karsten Kroon      | Igor González      |
| 9          | július 15. hétfő     | Lanester - Lorient                 | egyéni időfutam | 52 km      | Santiago Botero    | Igor González      |
| -          | július 16. kedd      | Pihenőnap                          | Pihenőnap       | Pihenőnap  | Pihenőnap          |                    |
| 10         | július 17. szerda    | Bazas - Pau                        | sík szakasz     | 147 km     | Patrice Halgand    | Igor González      |
| 11         | július 18. csütörtök | Pau - La Mongie (Col du Tourmalet) | hegyi szakasz   | 158 km     | Lance Armstrong    | Lance Armstrong    |
| 12         | július 19. péntek    | Lannemezan - Plateau-de-Beille     | hegyi szakasz   | 199.5 km   | Lance Armstrong    | Lance Armstrong    |
| 13         | július 20. szombat   | Lavelanet - Béziers                | sík szakasz     | 171 km     | David Millar       | Lance Armstrong    |
| 14         | július 21. vasárnap  | Lodève - Mont Ventoux              | hegyi szakasz   | 221 km     | Richard Virenque   | Lance Armstrong    |
| -          | július 22. hétfő     | Pihenőnap                          | Pihenőnap       | Pihenőnap  | Pihenőnap          |                    |
| 15         | július 23. kedd      | Vaison-la-Romaine - Les Deux Alpes | hegyi szakasz   | 226.5 km   | Santiago Botero    | Lance Armstrong    |
| 16         | július 24. szerda    | Les Deux Alpes - La Plagne         | hegyi szakasz   | 179.5 km   | Michael Boogerd    | Lance Armstrong    |
| 17         | július 25. csütörtök | Aime - Cluses                      | hegyi szakasz   | 142 km     | Dario Frigo        | Lance Armstrong    |
| 18         | július 26. péntek    | Cluses - Bourg-en-Bresse           | sík szakasz     | 176.5 km   | Thor Hushovd       | Lance Armstrong    |
| 19         | július 27. szombat   | Régnié-Durette - Mâcon             | egyéni időfutam | 50 km      | Lance Armstrong    | Lance Armstrong    |
| 20         | július 28. vasárnap  | Melun - Párizs Champs-Élysées      | sík szakasz     | 140 km     | Robbie McEwan      | Lance Armstrong    |
| Összesítés | Összesítés           | Összesítés                         | Összesítés      | 3282 km    |                    |                    |

## Végeredmény
|      | Versenyző                 | Csapat              | Idő                       |
| ---- | ------------------------- | ------------------- | ------------------------- |
| KIZ. | Lance Armstrong           | U.S. Postal Service | 82 óra 05' 12" 39,88 km/h |
| 2    | Joseba Beloki             | ONCE-Eroski         | + 7' 00"                  |
| 3    | Raimondas Rumšas          | Lampre-Daikin       | + 8' 17"                  |
| 4    | Santiago Botero           | Kelme-Costa Blanca  | + 13' 54"                 |
| 5    | Igor González de Galdeano | ONCE-Eroski         | + 13' 54"                 |
| 6    | José Azevedo              | ONCE-Eroski         | + 15' 44"                 |
| 7    | Francisco Mancebo         | iBanesto.com        | + 16' 05"                 |
| 8    | Levi Leipheimer           | Rabobank            | + 17' 11"                 |
| 9    | Roberto Heras             | U.S. Postal         | + 17' 12"                 |
| 10   | Carlos Sastre             | CSC-Tiscali         | + 19' 05"                 |

- A versenyt 1999 és 2005 között hétszer megnyerő amerikai Lance Armstrongot a Nemzetközi Kerékpáros Szövetség (UCI) 2012. október 22-én hivatalosan megfosztotta az összes elsőségétől szisztematikus doppingolás megalapozottnak tekintett vádjával.[1]